# Bisdom Kondoa
Het bisdom Kondoa (Latijn: Dioecesis Kondoaënsis) is een rooms-katholiek bisdom met als zetel Kondoa in Tanzania. Het is een suffragaan bisdom van het aartsbisdom Dodoma. Het bisdom werd opgericht in 2011. De hoofdkerk is de Heilige Geestkathedraal in Kondoa.
In 2019 telde het bisdom 14 parochies. Het bisdom heeft een oppervlakte van 13.210 km² en telde in 2019 600.000 inwoners waarvan 10,2% rooms-katholiek was. 

## Bisschoppen
- Bernardin Francis Mfumbusa (2011-)